# Magyarlukafa
Magyarlukafa es un pueblo ubicado en el distrito de Szigetvár, en el condado de Baranya, Hungría.

## Superficie
Posee una superficie de 12,97 kilómetros cuadrados.

## Demografía
Hasta 2019 la población era de 68 habitantes, con una densidad de población de 5,243 habitantes por kilómetro cuadrado.